# Championnats du monde de gravel 2022
Navigation
2023
Les championnats du monde de gravel  2022 sont la 1re édition de ces championnats, organisés par l'Union cycliste internationale (UCI) et décernant les titres mondiaux en gravel. Ils ont lieu les 8 et 9 octobre 2022 dans la région du Vénétie en Italie.

## Podiums
| Épreuves | Or                     | Argent     | Bronze               |
| -------- | ---------------------- | ---------- | -------------------- |
| Hommes   | Gianni Vermeersch      | Daniel Oss | Mathieu van der Poel |
| Femmes   | Pauline Ferrand-Prévot | Sina Frei  | Chiara Teocchi       |

## Tableau des médailles
| Rang  | Nation   | Or | Argent | Bronze | Total |
| ----- | -------- | -- | ------ | ------ | ----- |
| 1     | Belgique | 1  | 0      | 0      | 1     |
| 1     | France   | 1  | 0      | 0      | 1     |
| 3     | Italie   | 0  | 1      | 1      | 2     |
| 4     | Suisse   | 0  | 1      | 0      | 1     |
| 5     | Pays-Bas | 0  | 0      | 1      | 1     |
| Total | Total    | 2  | 2      | 2      | 6     |

## Classements
| \| Classement général \| Classement général \| Classement général \| Classement général \| Classement général \| \| Coureur \| Coureur \| Pays \| Équipe \| Temps \| \| ------------------ \| -------------------- \| ------------------ \| ------------------ \| ------------------ \| \| 1er \| Gianni Vermeersch \| Belgique \| Belgique \| 5 h 10 min 40 s \| \| 2e \| Daniel Oss \| Italie \| Italie \| + 43 s \| \| 3e \| Mathieu van der Poel \| Pays-Bas \| Pays-Bas \| + 1 min 28 s \| \| 4e \| Greg Van Avermaet \| Belgique \| Belgique \| + 1 min 28 s \| \| 5e \| Yevgeniy Fedorov \| Kazakhstan \| Kazakhstan \| + 1 min 39 s \| \| 6e \| Magnus Cort Nielsen \| Danemark \| Danemark \| + 1 min 39 s \| \| 7e \| Alessandro De Marchi \| Italie \| Italie \| + 1 min 39 s \| \| 8e \| Zdeněk Štybar \| Tchéquie \| Tchéquie \| + 1 min 46 s \| \| 9e \| Davide Ballerini \| Italie \| Italie \| + 1 min 53 s \| \| 10e \| Andreas Stokbro \| Danemark \| Danemark \| + 2 min 43 s \| |                      |            |            |                 |
| |                      |            |            |                 |
| |                      |            |            |                 |
| Classement général |                      |            |            |                 |
| Coureur | Coureur              | Pays       | Équipe     | Temps           |
| 1er | Gianni Vermeersch    | Belgique   | Belgique   | 5 h 10 min 40 s |
| 2e | Daniel Oss           | Italie     | Italie     | + 43 s          |
| 3e | Mathieu van der Poel | Pays-Bas   | Pays-Bas   | + 1 min 28 s    |
| 4e | Greg Van Avermaet    | Belgique   | Belgique   | + 1 min 28 s    |
| 5e | Yevgeniy Fedorov     | Kazakhstan | Kazakhstan | + 1 min 39 s    |
| 6e | Magnus Cort Nielsen  | Danemark   | Danemark   | + 1 min 39 s    |
| 7e | Alessandro De Marchi | Italie     | Italie     | + 1 min 39 s    |
| 8e | Zdeněk Štybar        | Tchéquie   | Tchéquie   | + 1 min 46 s    |
| 9e | Davide Ballerini     | Italie     | Italie     | + 1 min 53 s    |
| 10e | Andreas Stokbro      | Danemark   | Danemark   | + 2 min 43 s    |

| Classement général | Classement général   | Classement général | Classement général | Classement général |
| Coureur            | Coureur              | Pays               | Équipe             | Temps              |
| ------------------ | -------------------- | ------------------ | ------------------ | ------------------ |
| 1er                | Gianni Vermeersch    | Belgique           | Belgique           | 5 h 10 min 40 s    |
| 2e                 | Daniel Oss           | Italie             | Italie             | + 43 s             |
| 3e                 | Mathieu van der Poel | Pays-Bas           | Pays-Bas           | + 1 min 28 s       |
| 4e                 | Greg Van Avermaet    | Belgique           | Belgique           | + 1 min 28 s       |
| 5e                 | Yevgeniy Fedorov     | Kazakhstan         | Kazakhstan         | + 1 min 39 s       |
| 6e                 | Magnus Cort Nielsen  | Danemark           | Danemark           | + 1 min 39 s       |
| 7e                 | Alessandro De Marchi | Italie             | Italie             | + 1 min 39 s       |
| 8e                 | Zdeněk Štybar        | Tchéquie           | Tchéquie           | + 1 min 46 s       |
| 9e                 | Davide Ballerini     | Italie             | Italie             | + 1 min 53 s       |
| 10e                | Andreas Stokbro      | Danemark           | Danemark           | + 2 min 43 s       |

| \| Classement général \| Classement général \| Classement général \| Classement général \| Classement général \| \| Coureuse \| Coureuse \| Pays \| Équipe \| Temps \| \| ------------------ \| ---------------------- \| ------------------ \| ------------------ \| ------------------ \| \| 1re \| Pauline Ferrand-Prévot \| France \| France \| 4 h 09 min 06 s \| \| 2e \| Sina Frei \| Suisse \| Suisse \| + 0 s \| \| 3e \| Chiara Teocchi \| Italie \| Italie \| + 11 s \| \| 4e \| Jade Treffeisen \| Allemagne \| Allemagne \| + 11 s \| \| 5e \| Barbara Guarischi \| Italie \| Italie \| + 27 s \| \| 6e \| Tiffany Cromwell \| Australie \| Australie \| + 40 s \| |                        |           |           |                 |
| |                        |           |           |                 |
| |                        |           |           |                 |
| Classement général |                        |           |           |                 |
| Coureuse | Coureuse               | Pays      | Équipe    | Temps           |
| 1re | Pauline Ferrand-Prévot | France    | France    | 4 h 09 min 06 s |
| 2e | Sina Frei              | Suisse    | Suisse    | + 0 s           |
| 3e | Chiara Teocchi         | Italie    | Italie    | + 11 s          |
| 4e | Jade Treffeisen        | Allemagne | Allemagne | + 11 s          |
| 5e | Barbara Guarischi      | Italie    | Italie    | + 27 s          |
| 6e | Tiffany Cromwell       | Australie | Australie | + 40 s          |

| Classement général | Classement général     | Classement général | Classement général | Classement général |
| Coureuse           | Coureuse               | Pays               | Équipe             | Temps              |
| ------------------ | ---------------------- | ------------------ | ------------------ | ------------------ |
| 1re                | Pauline Ferrand-Prévot | France             | France             | 4 h 09 min 06 s    |
| 2e                 | Sina Frei              | Suisse             | Suisse             | + 0 s              |
| 3e                 | Chiara Teocchi         | Italie             | Italie             | + 11 s             |
| 4e                 | Jade Treffeisen        | Allemagne          | Allemagne          | + 11 s             |
| 5e                 | Barbara Guarischi      | Italie             | Italie             | + 27 s             |
| 6e                 | Tiffany Cromwell       | Australie          | Australie          | + 40 s             |